# Shake It Up-episoder
Dette er en liste over episoder for Disney Channel original serien Shake It Up, som havde premiere den 7. november 2010. Serien følger det to bedste venner, CeCe Jones og Rocky Blue (spillet af Bella Thorne og Zendaya) som får deres drømmejob som baggrundsdansere på tv-showet, Shake It Up, Chicago. Serien handler om de to pigers oplevelser på showet og viser både deres problemer og spørgsmål omkring bl.a. deres nye sociale status, afprøvelse af deres venskab og om deres rivaler på showet, Günther og Tinka Hessenheffer. Showet cirkulerer også omkring førnævnte Günther og Tinka i en vis grad, samt Flynn Jones, Ty Blue og Deuce Martinez. De fleste af episoderne slutter med "It Up". Showet blev fornyet for en anden sæson den 16. marts, 2011. Derudover blev en film også annonceret. Den første sæson sluttede den 21. august 2011 og varede 21 episoder. Den anden sæson havde premiere den 18. september, 2011 og sluttede den 18. august 2012, med 28 episoder. Den 4. juni 2012, annoncerede Disney Channel at Shake It Up ville blive fornyet til en tredje sæson. Den blev sendt fra 14. oktober 2012 til 10. november 2013 og var på 26 episoder. Dermed endte serien med at være på 75 episoder fordelt på tre sæsoner.

## Serieoversigt
| Sæson | Sæson | Afsnit | Oprindelig sendedato (datoer i USA) | Oprindelig sendedato (datoer i USA) |
| Sæson | Sæson | Afsnit | Først sendt                         | Sidste sendt                        |
| ----- | ----- | ------ | ----------------------------------- | ----------------------------------- |
|       | 1     | 21     | 7. november 2010                    | 21. august 2011                     |
|       | 2     | 28     | 18. september 2011                  | 17. august 2012                     |
|       | 3     | 26     | 14. oktober 2012                    | 10. november 2013                   |

## Afsnit

### Sæson 1: 2010–11
- Denne sæson består af 21 episoder
- Davis Cleveland er fraværende i to episoder.
- Adam Irigoyen er fraværende i tre episoder.
- Roshon Fegan er fraværende i fire episoder.
- Kenton Duty er fraværende i ni episoder.

| Nr. i serie | Nr. i sæson | Titel                 | Instruktør       | Forfatter               | Oprindelig sendedato | Produktionskode | Seeretal i USA (mio.) |
| --- | ----------- | --------------------- | ---------------- | ----------------------- | -------------------- | --------------- | --------------------- |
| 1 | 1           | "Start It Up"         | Shelley Jensen   | Chris Thompson          | 7. november 2010     | 101             | 6,2                   |
| De bedste venner CeCe (Bella Thorne) og Rocky (Zendaya) går til audition på danseshowet, Shake It Up, Chicago. CeCe og Rocky deltager med en dans, hvorefter Rocky bliver optaget. Men, Cece får sceneskræk og bliver ikke optaget. Den efterfølgende morgen, bliver Rocky i sin pyjamas og det er CeCe, der overbeviser hende til at få tøj på og komme af sted til showet. Efter hendes første optræden i showet, beslutter Rocky, at hun ikke ønsker at deltage, efter at CeCe ikke blev optaget. CeCe tvinger Rocky til at dukke op alligevel, da det har været hendes livslange drøm at deltage i Shake It Up, Chicago. CeCe ledsager Rocky til studiet, og lige da de går derind, lægger hun CeCe i håndjern sammen med hende, så de begge bliver nødt til at danse under optagelserne til showet. Værten, Gary Wilde, ser dem danse, hvorefter han beslutter, at de har "det" der skal til, og beholder dem begge. Gæstestjerner: Caroline Sunshine som Tinka Hessenheffer, R. Brandon Johnson som Gary Wilde, Anita Barone som betjent Georgia Jones, Matthew Scott Montgomery som A.D. Featured sange: "Scratch" af Beach Girl5, "Roll the Dice" af Marlene Strand, "Watch Me" version af Margaret Durante, "Our Generation" af Sibel Redzep og "All the Way Up" af Alana de Fonseca. Trivia: I original-versionen af denne pilot-episode var det Stefanie Scott som spillede Tinka Hessenheffer, men da Scott kom med i A.N.T. Farm blev denne omfilmet med Caroline Sunshine som Tinka i stedet. Spot-lightet som får CeCe til at fryse hedder en Super Trooper (Trouper). |             |                       |                  |                         |                      |                 |                       |
| 2 | 2           | "Meatball It Up"      | Shelley Jensen   | John D. Beck & Ron Hart | 14. november 2010    | 104             | 4,1                   |
| CeCe og Rocky får deres første løncheck og deres egne hævekort. Den rare mand, der gav dem deres kort lover at være venner med pigerne og giver dem masser af gratis ting. CeCe og Rocky bruger pengene på dem selv i stedet for på Deuce og Ty, hvorefter de inviterer dem på The Olive Pit. På restauranten bliver CeCe og Rockys kort overtrukket, hvilket gør at de bestiller "Big Fat Heart Attack,"-spaghettien med en 5-kilo stor kødbolle, for at få maden gratis. I mellemtiden, babysitter Gunther og Tinka Flynn, og han narrer dem til at gøre rent og at give ham halvdelen af lønnen. Georgia Jones, bliver dog ikke vred over det, da hun elsker at komme hjem til et rent hjem. I slutningen af episoden inviterer Gary hele holdet fra Shake It Up, Chicago til en kæmpe frokost på Olive Pit. Da Gary spørger om Cece og Rocky vil have kødboller, bliver de dårlige. Gæstestjerner: Quest Crew fra America's Best Dance Crew som dansere fra "Shake It Up, Pittsburgh" Caroline Sunshine som Tinka, Anita Barone som betjent Jones og Jack Plotnick som Phil Stuts, Jodi Taffel som servitricen Brenda, og Sophia Taylor Ali som Tasha Brooks Featured sange: "We Right Here" af Drew Ryan Scott Note: CeCe og Rockys rigtige navne, Cecelia og Raquel, bliver afsløret. I dette afsnit bliver det også afsløret at Rocky er vegetar, ligesom Zendaya er i det virkelige liv. |             |                       |                  |                         |                      |                 |                       |
| 3 | 3           | "Give It Up"          | Shelley Jensen   | Rob Lotterstein         | 21. november 2010    | 103             | 4,3                   |
| CeCe og Rocky beslutter sig for at deltage i en maraton-dansekonkurrence på Shake It Up! Chicago så CeCe kan få lov til at danse solo og Rocky kan donere penge til et plejehjem, for at imponere den gamle dame der hader hende. CeCe drikker energidrikke, fordi reglerne er at man skal blive ved med at danse uden at falde om. Imens drikker Flynn (Davis Cleveland) alle energidrikkene og bliver hyperaktiv, og CeCe og Rocky er for trætte til at stoppe Flynn. Under maratonkonkurrencen, falder de næsten i søvn men takket være Deuce, der gav dem bukser med indbygget lys, vinder de konkurrencen men ender med at sove i slutningen. Efter at have vundet solodansen, falder de i søvn mens Flynn danser, hvorefter han falder om, og sover. Featured sange: "Watch Me" af Bella Thorne & Zendaya og "Our Generation" af Sibel Redzep Gæstestjerner: Caroline Sunshine som Tinka, R. Brandon Johnson som Gary Wilde, Anita Barone som Georgia Jones, og Renée Taylor som Mrs. Locassio Note: Dette markerer den første gang Flynn danser. |             |                       |                  |                         |                      |                 |                       |
| 4 | 4           | "Add It Up"           | Shelley Jensen   | Eileen Conn             | 28. november 2010    | 105             | 3,8                   |
| CeCe har problemer da hun finder ud af at hun er ved at dumpe i matematik, derfor finder Deuce en hjælpelærer til hende. Da hjælpelæreren dukker op hjemme hos CeCe, og hun regnede med en universitetsstuderende, finder hun ud af at hjælpelæreren ved navn Henry (Buddy Handleson) er et barnegeni der går på universitetet. Flynn bliver gode venner med CeCes hjælpelærer ved at deles om Henrys hårgele, hvorefter de starter med at spille computerspil. Da en træt Rocky tilbyder at hjælpe med lektierne, afslører Henry at CeCe er ordblind. Samtidig, prøver Gunther at overtale Ty til at gå på en date med Tinka (Caroline Sunshine) fordi at Gunther (Kenton Duty) tror at Tinka føler sig ensom. Ty ender med at nyde daten. De danser, og overvejer at gå ud igen. Gunther og Deuce forsøger bagefter at lægge arm. De vædder om Deuces tøj, og da CeCe bliver opmuntret af Rocky om ikke lade sig hæmme af at være ordblind, spørger de Deuce hvorfor han går rundt kun iført vest og boxershorts. Gæstestjerner: Caroline Sunshine som Tinka, R. Brandon Johnson som Gary Wilde, Anita Barone som Georgia Jones, og Buddy Handleson som Henry Dillon Featured sange: "It's Alive" af Nayana Holley Note: I dette afsnit bliver det afsløret at CeCe er ordblind, ligesom Bella Thorne er i det virkelige liv. |             |                       |                  |                         |                      |                 |                       |
| 5 | 5           | "Kick It Up"          | Shelley Jensen   | Ron Zimmerman           | 5. december 2010     | 107             | 4,3                   |
| Efter at CeCe ødelægger Deuces og Rockys date i biografen (selvom Rocky er ligeglad), påpeger Deuce at CeCe og Rocky er for meget sammen ligesom Gunther og Tinka. CeCe beslutter bagefter at blive adskilt fra hende for en stund. Efter et par desperate opkald til nogle gamle venner, inklusiv hendes bedstemor, støder CeCe ind i Rocky, og finder at hun allerede har fået nye venner til karate hvilket gør at CeCe er bange for at miste hendes bedste ven. CeCe hænger ud med Tinka, som fortæller hende at hende og Gunther er individer, bare individer sammen. Samtidig, tager Flynn hans nye ven, Henry, med til karate for at hjælpe ham med at kunne klare bøllerne. Featured sange: "All Electric" af Anna Margaret og Nevermind Gæstestjerner: Caroline Sunshine som Tinka, Kent Boyd fra So You Think You Can Dance som ham selv, Buddy Handleson som Henry Dillon, og Fred Stoller som Sensei Ira Fraværende: Roshon Fegan som Ty Blue |             |                       |                  |                         |                      |                 |                       |
| 6 | 6           | "Age It Up"           | Shelley Jensen   | Rob Lotterstein         | 9. december 2010     | 108             |                       |
| Da CeCe og Rocky får lov til at danse med teen-sensationen Justin Starr, tager de hen til hans lejlighed for at øve, men da CeCe og Rocky skal til at gå, vil Rocky blive for at tage et billede af sig selv med Justin Starrs hat. Desværre er CeCes billede også af Justin der kysser hans manager. CeCe prøver så at sende billedet til sin mor, for at se om hun har en løsning på problemet, men hun kommer ved et uheld til at sende billedet til alle på sin kontaktliste. Senere, går de over og siger undskyld til Justin, men i stedet for at blive sur takker han dem, og afslører at han ikke er 16, men 24 år gammel, og at hans kone er hans manager. Samtidig, forsøger Ty at gøre Gunther mere "hip", efter at være blevet afvist af en populær cheerleader. Senere indser Gunther at han ikke behøver at ændre sig for at imponere en pige, efter Danielle udtaler at Tinka er en fejltagelse. Gæstestjerner: Caroline Sunshine som Tinka, R. Brandon Johnson som Gary Wilde, Stephanie Lemelin som Karen, Chris Trousdale som Justin Starr, Kiersey Clemons som Danielle, og Breaksk8 fra America's Best Dance Crew som medvirkende dansere Fraværende: Davis Cleveland som Flynn Jones og Adam Irigoyen som Deuce Martinez Note: Justin Star er en parodi på Justin Bieber. Featured sange: "Not Too Young" af Chris Trousdale og Nevermind |             |                       |                  |                         |                      |                 |                       |
| 7 | 7           | "Party It Up"         | Shelley Jensen   | Jenny Lee               | 12. december 2010    | 106             | 3,7                   |
| Da CeCe og Rocky finder ud af at der er en danser som ikke kan komme med til Garys fest, planlægger de at tage hendes plads. Problemet er dog, at de må snige sig ud hjemmefra, for at komme af sted til festen. Da de ankommer finder de ud af, at de ikke er der som gæster, men som serveringspersonale. Samtidig, er Ty og Deuce i gang med at babysitte Flynn i stedet for pigerne, men da CeCes mor kommer tidligere hjem pga. rod i kalenderen, prøver de begge to at gemme sig, men CeCes mor fanger dem, da de prøver at stikke af. CeCes mor finder senere ud at pigerne sneg sig ud, efter at hun har tvunget Ty og Deuce til at drikke en masse vand, og tager så efter dem. Pigerne bliver fanget, og den næste dag får CeCes mor CeCe, Rocky, Ty, Deuce, Flynn, og selv Gary til at gøre huset rent. Gæstestjerner: R. Brandon Johnson som Gary Wilde, Anita Barone som betjent Jones, Mitch Holleman som Xavier, Gary Clayton som Dylan, og Danielle Yu som Model Fraværende: Kenton Duty som Gunther Hessenheffer Featured sange: "Breakout" af Margaret Durante og "Roll the Dice" af Marlene Strand Note: Denne episode blev sammen med So Random!-episoden "Colbie Caillat" trukket tilbage den 23. december 2011 og revurderet på grund af en spiseforstyrrelses-reference. |             |                       |                  |                         |                      |                 |                       |
| 8 | 8           | "Hook It Up"          | Shelley Jensen   | Chris Thompson          | 19. december 2010    | 102             |                       |
| CeCe og Rocky inviterer deres ven Deuce til at videofilme dem til et skoleprojekt og overhører at Gary Wilde er ved at overveje at fyre to dansere. Af frygt for at det kunne være CeCe og Rocky, viser han dem videooptagelsen og pigerne vil vise Gary Wilde at de bør få lige så stor anerkendelse som de dansere der har været på showet i længere tid. De fandt dog ud af, at de ikke var de sidste der blev ansat og at Gary derfor hverken vil tage dem ud af showet eller fyre dem. Samtidig, forsøger Ty at lære Flynn, nogle dansetrin for at imponere en ældre pige. Featured sange: "All The Way Up" af Alana de Fonseca Gæstestjerner: Caroline Sunshine som Tinka, R. Brandon Johnson som Gary Wilde og Allie DeBerry som Destiny |             |                       |                  |                         |                      |                 |                       |
| 9 | 9           | "Wild It Up"          | Joel Zwick       | Chris Thompson          | 9. januar 2011       | 110             | 4,1                   |
| Rocky forsøger at ændre hendes image, efter at hun, på en blog læser om hvordan hun er en "kedelig pige". Den næste dag, forsøger hun at overbise sig selv om at det ikke passer, og begynder at bære mørk make-up og tøj, samtidig med at hun begynder at hænge ud med skolens bad-boy, ved navn "The Complication". Hun ender på viceinspektør Windslows kontor, efter at have pakket hans kontor ind i bobleplastik, som en del af hendes nye "dårlige ry". Cece forsøger at dække over hende, og overbevise hende om, at hun er fantastisk sådan som hun er, selv om hun er en "kedelig pige". Samtidig, forsøger Flynn og Deuce at fange en mus som, er løs i Jones' lejlighed. Gæstestjerner: Cat Deeley, værten i So You Think You Can Dance som viceinspektør Winslow, Thomas Kasp som Frankie "The Complication", og Saltare fra America's Best Dance Crew som medvirkende dansere Fraværende: Roshon Fegan som Ty Blue, og Kenton Duty som Gunther Hessenheffer Featured sange: "We Right Here" af Drew Ryan Scott |             |                       |                  |                         |                      |                 |                       |
| 10 | 10          | "Match It Up"         | Joel Zwick       | Rob Lotterstein         | 23. januar 2011      | 111             | 4,3                   |
| Deuce og Savannah er lykkelige sammen, men da Savannah finder en som har flere penge end Deuce, dropper hun ham. CeCe er overbevist om at hun kan finde en kæreste til hvem som helst, så hun leder efter en pige til at date Deuce og finder Dina, som har de samme interesser og er stort set perfekt for ham. Efter at CeCe og Rocky fører Dina og Deuce sammen, meddeler Deuce at han og Savannah er sammen igen, men han ved ikke at den eneste grund til at, hun er sammen med ham er at han har vundet 10,000 dollars. Rocky tror at Savannah er en gold digger, så hun får Ty til at spille milliardær, for at vise Deuce at Savannah kun er sammen med ham på grund af pengene. Da det går op for Deuce, efter at hun begynder at flirte med Ty, slår Savannah og Deuce, op med hinanden og Deuce finder sammen med Dina. Samtidig, hjælper Flynn, Henry med at modtage et ulvespejder-mærke, men desværre er Henry håbløs. Gæstestjerner: R. Brandon Johnson som Gary Wilde, Juliette Goglia som Savannah, og Ainsley Bailey som Dina Garcia Fraværende: Kenton Duty som Gunther Hessenheffer Featured sange: "Bling Bling" af Windy Wagner |             |                       |                  |                         |                      |                 |                       |
| 11 | 11          | "Show It Up"          | Joel Zwick       | Eileen Conn             | 20. februar 2011     | 112             | 4,0                   |
| Rocky er fast besluttet, på at slå Randy og Candy til talentshowet, efter at Candy har vundet hvert eneste år, mens Rocky er landet på andenpladsen. Efter at have, indset at de ender med at tabe til, Candy og hendes cheerleaders, forbereder Gunter og Tinka, sig på at danse med dem under showet, men Candy og Randy ender med at sætte dem af holdet kort efter. CeCe giver dog ikke op, og vælger at bruge hendes hemmelige våben Ty. Samtidig, hjælper Flynn Deuce, med at forberede sin rap til showet. Gæstestjerner: Caroline Sunshine som Tinka, og Charlet Chung som Candy Cho Note: I denne episode, er cheerleader-uniformerne blå og hvide, men i episoden "Age It Up", er cheerleader-uniformerne røde og hvide. Featured sange: "We Right Here" af Drew Ryan Scott og "All The Way Up (instrumental) af Alana de Fonseca |             |                       |                  |                         |                      |                 |                       |
| 12 | 12          | "Heat It Up"          | Katy Garretson   | John D. Beck & Ron Hart | 27. februar 2011     | 119             | 3,7                   |
| Efter at radiatoren bliver ødelagt i Rockys lejlighed, inviterer CeCe Rocky, Ty, og deres mor, til at flytte ind hos dem. Men, mødrenes begynder at påvirke og ødelægge CeCe og Rockys venskab. Ved videnskabs-messen næste dag, diskuterer CeCe og Rocky i skolen, og ender med at ødelægge hinandens projekt, som handler om ulykker. Da CeCe kommer hjem, snakker hun med sin mor og det bliver begge enige om at aflyse sommerferie-turen til Grand Canyon. Desværre, overhører Flynn samtalen, og stormer grædende ud. Efter at have indset, hvor meget turen betød for Flynn, taler CeCes mor ud med Rockys mor og CeCe taler ud med Rocky. I mens, bygger Ty en hule for at komme væk fra kvinderne. Gæstestjerner: Caroline Sunshine som Tinka Hessenheffer, Anita Barone som Georgia Jones, og Carla Renata som Marcie Blue Fraværende: Adam Irigoyen som Deuce Martinez og Kenton Duty som Gunther Hessenheffer Featured sange: "Breakout" (instrumental) af Margaret Durante Note: Dette er den første episode hvor Tinka medvirker uden Gunther. |             |                       |                  |                         |                      |                 |                       |
| 13 | 13          | "Glitz It Up"         | Eric Dean Seaton | Ron Zimmerman           | 6. marts 2011        | 113             | 3,8                   |
| CeCe og Rocky Coreograpfer og mentor for nogle unge deltagere ved en skønhedskonkurrence. Da de møder Sally Van Buren og Eileen. Cece finder ud af Sally slesker, for dem og at hun bag deres ryg er lede mod dem. Pigerne kommer så op med en plan for at hjælpe Eileen med at vinde konkurrencen. Alt imens, prøver Deuce på at blive vellidt af Dinas far ved at tage en speciel opgave til sig. Han Skal passe hans gris for en dag. Hvis det går godt får han lov til at date Dina. Gæstestjerner: Caitlin Carmichael som Eileen Keller, Emily Skinner som Sally Van Buren, Ainsley Bailey som Dina Garcia og John D'Aquino som Don Rio Garcia Fraværende: Davis Cleveland som Flynn Jones, Roshon Fegan som Ty Blue, og Kenton Duty som Gunther Hessenheffer Featured sange: "All Electric" af Anna Margaret and Nevermind Note: Sally Van Buren er hende der tævede Henry i "Kick It Up". Dette er den første, episode til kun at have 3 af hovedrollerne med. |             |                       |                  |                         |                      |                 |                       |
| 14 | 14          | "Hot Mess It Up"      | Eric Dean Seaton | John D. Beck & Ron Hart | 20. marts 2011       | 114             | 3,6                   |
| Efter Gary Wilde søgte efter nye personer som kunne køre et rådgivningsprogram (for teenagere) på Shake it Up's hjemmeside vælger han Cece og Rocky og mens Flynn filmer dem giver de svar til de forskellige teenagere som skrev ind. Cece kommer til at overdrive i et svar fra Tinka ("Glitter Girl"), da en 'ensom' fyr ("Lonely Boy") ikke kan få en date med til skolefesten. Det ender med, at den ensomme dreng er Gunther, og for at gøre det godt igen fik CeCe og Rocky overtalt til at invitere Gunther med til festen. I mellemtiden bliver drengene vært på et lignende show kaldet "Zombie Talk". Gæstestjerner:Caroline Sunshine som Tinka, R. Brandon Johnson som Gary Wilde, og Poreotics fra America's Best Dance Crew som featured dancers Featured sange: "Breakout" af Margaret Durnate, "Not Too Young" af Chris Trousdale og Nevermind, "We Right Here" af Drew Ryan Scott, "Bling Bling" af Windy Wagner, "It's Alive" af Nyana Holley, "Roll the Dice" af Marlene Strand, og "Our Generation" (karaoke) af Sibel Redzep. Note: Dette er den første episode der viser Deuce danse. Derudover, sagde Flynn at "Zombie Talk" ikke virkede, hvorefter Ty, Deuce, og Flynn bliver værter for en anden online webcast kaldet "Zombie Idol." Dette er en reference til American Idol som også er en webcast, Ty forestiller Randy Jackson, Deuce forestiller Paula Abdul, og Flynn forestiller Simon Cowell. |             |                       |                  |                         |                      |                 |                       |
| 15 | 15          | "Reunion It Up"       | Sean McNamara    | Howard J. Morris        | 10. april 2011       | 116             | 3,7                   |
| To Shake it Up-legnder Angie og Ronnie, kommer tilbage på scenen for at optræde sammen med to af nutidens Shake it Up-dansere. Eftersom der var en lodtrækning i gang om at få lov at danse med dem – blev det Cece & Rocky som fik chancen. Der er bare et lille problem, Angie og Ronnie hader åbenbart hinanden nu eftersom én af dem kyssede den andens kæreste. Cece & Rocky frygter at det også ender sådan en dag og prøver så at få dem til at blive gode venner så de kan få den store 'Generations Dans'. I mellemtiden kommer Deuce ved et uheld til at dræbe Flynns guldfisk, Mr. Goldberg, og planlægger derfor en ordentlig begravelse for den. Gæstestjerner: Anneliese van der Pol som Ronnie, Meagan Holder som Angie, og R. Brandon Johnson som Gary Wilde Absent: Kenton Duty som Gunther Hessenheffer Featured sange: "Our Generation" af Sibel Redzep |             |                       |                  |                         |                      |                 |                       |
| 16 | 16          | "Sweat It Up"         | Joel Zwick       | David Tolentino         | 1. maj 2011          | 117             | 3,1                   |
| CeCe lader som om hendes ben er brækket, så hun slipper for at deltage i idræt. Rocky lader som om hun skal have fjernet hendes mandler, så hun undgår at spille laserspil med nørderne. Det ender med at de bliver set danse på Shake it Up, og Rocky bliver total udelukket fra nørdernes gruppe. Efter Cece får en skideballe om ikke at lyve om at brække benet, begyndte hendes mor og hendes træner at "date" (de mødte hianden da hendes træner fandt ud af hun løj om det.) Flynn, Deuce og Ty skal passe på naboens hund, men det var åbenbart ikke så let som det lyder.. Gæstestjerner: R. Brandon Johnson som Gary Wilde, Anita Barone som Georgia Jones, Zayne Emory som Howard, Jamie Kaler som Træner Lesseur, og Wendy Worthington som Ms. Lee Fraværende: Kenton Duty som Gunther Hessenheffer Featured sange: "Just Wanna Dance" af Geraldo Sandell og Riky Luna Note: Da træneren spørger CeCe, hvad hendes nieces yndlingsshow er, svarer hun Magi på Waverly Place, en mulig henvisning til Bellas gæsterolle i serien hvor hun spillede en dobbeltgænger. |             |                       |                  |                         |                      |                 |                       |
| 17 | 17          | "Vatalihootsit It Up" | Eric Dean Seaton | Jenny Lee               | 12. juni 2011        | 118             |                       |
| Gunther & Tinka vil have at CeCe & Rocky skal fejre 'Vatalihootsit dag' med dem, Rocky acceptere det, men efter Cece fik nogen biletter til en Katy Perry-koncert aftalte de at flygte midt i festen eftersom de troede der vil komme en del folk. Det gjorde der så ikke, og både Rocky og Cece synes det bliver mere og mere mærkeligt. Gæstestjerner: Bronson Pinchot som Kashlack Hessenheffer, Mary Birdsong som Squizza Hessenheffer, Caroline Sunshine som Tinka Hessenheffer, R. Brandon Johnson som Gary Wilde, og JabbaWockeeZ fra America's Best Dance Crew som featured danceres. Fraværende: Adam Irigoyen som Deuce Martinez Featured sange: "Dance for Life" af Adam Hicks og Drew Seeley Note: Denne episode havde premiere på Disney Channel UK fredag den 7. maj 2011, over en måned før premieren i USA. |             |                       |                  |                         |                      |                 |                       |
| 18 | 18          | "Model It Up"         | Eric Dean Seaton | Jenny Lee               | 17. juni 2011        | 115             | 4,1                   |
| CeCe og Rocky får en chance for at blive modeller, men folkene kan kun lide Rocky. Så hun får en chance for at blive model for Glam Magazine – men det er i New York. Gæstestjerner: Jungle Boogie fra America's Best Dance Crew som featured dancers og R. Brandon Johnson som Gary Wilde. Note: Dette er den første gang Gunther optræder uden Tinka. Featured sange: "Roll the Dice" af Marlene Strand |             |                       |                  |                         |                      |                 |                       |
| 19 | 19          | "Twist It Up"         | Shelley Jensen   | Eileen Conn             | 10. juli 2011        | 119             |                       |
| Cece og Rocky har startet en ny 'danse craze' som hedder 'Vrid din krop'. Miss Garcia (Dinas mor) vil lave en fødelsdagsfest til hende, men som hvert år ikke har den store interesse til Dina, kort sagt hader Dina hendes fester fordi hendes mor kun laver det hun selv kan lide. Denne gang med hjælp fra CeCe og Rocky håber Dina det kan blive bedre, men CeCe og Rocky falder i samme fælde som Miss Garcia. Gæstestjerner: R. Brandon Johnson som Gary Wilde, Buddy Handleson som Henry Dillon, Ainsley Bailey som Dina Garcia, og Maggie Wheeler som Mrs. Garcia Featured sange: "Twist My Hips" af Tim James og Nevermind Fraværende: Kenton Duty som Gunther Hessenheffer |             |                       |                  |                         |                      |                 |                       |
| 20 | 20          | "Break It Up"         | Shelly Jensen    | Jenny Lee               | 24. juli 2011        | 121             | 4,1                   |
| Det er sommer og Ty, Deuce, CeCe, Flynn, Roccky og Georgia beslutter at tage på sommerferie sammen. Da hele gruppen + Gunther og Tinka, leger S, P eller K siger Cece at Rocky skal hoppe ud i søen. Rocky gør det men ender med at brække foden. Cece føler det er hendes skyld og beder til Gud om at det var hende der havde brækket foden i stedet for. Gæstestjerner: Jackie Debatin som Dr. Semple, Caroline Sunshine som Tinka Hessenheffer, R. Brandon Johnson som Gary Wilde, Anita Barone som Georgia Jones, og Carla Renata som Marcie Blue Featured sange: "School's Out" af Kyra Kristiaan |             |                       |                  |                         |                      |                 |                       |
| 21 | 21          | "Throw It Up"         | Shelly Jensen    | Rob Lotterstein         | 21. august 2011      | 120             | 3,4                   |
| Cece & Rocky får muligheden for en Spotlight dans, alle omkring dem er syge (selv Gary) og især Cece vil gøre alt for ikke selv at blive det. Nogen gæstestjerner som hedder 'The Hightlighters' skal danse, og forlanger 2 minutter ekstra – hvilket vil gå ud over Cece og Rockys spotlight dans. Cece sviner dem til mens de høre det, hvilket får dem til at rejse tilbage til England, eftersom Gary er syg skal Cece og Rocky tage sig af hans arbejde. Det ender med at Tinka får spotlight dansen pga., CeCe og Rocky blev syge. Gæstestjerner: Caroline Sunshine som Tinka, R. Brandon Johnson som Gary Wilde, Anita Barone som Georgia Jones, og Cameron Boyce som Falsk Highligher Fraværende: Roshon Fegan som Ty Blue, Kenton Duty som Gunther Hessenheffer Note: Dette er anden gang Tinka optræder uden Gunther. Featured sange: "Watch Me" af Margaret Durante, "Dance For Life" af Adam Hicks og Drew Seeley, "School's Out" af Kyra Cristiaan , og "Sæson 1 Mashup" af forskellige musikere. |             |                       |                  |                         |                      |                 |                       |

### Sæson 2: 2011–12
- Davis Cleveland er fraværende i fire episoder.
- Adam Irigoyen er fraværende i syv episoder.
- Roshon Fegan er fraværende i otte episoder.
- Kenton Duty og Caroline Sunshine er fraværende i tretten episoder.

| Nr. i serie | Nr. i sæson | Titel                    | Instruktør         | Forfatter                                   | Oprindelig sendedato | Produktionskode | Seeretal i USA (mio.) |
| --- | ----------- | ------------------------ | ------------------ | ------------------------------------------- | -------------------- | --------------- | --------------------- |
| 22 | 1           | "Shrink It Up"           | Joel Zwick         | Rob Lotterstein                             | 18. september 2011   | 203             | 3,6                   |
| 23 | 2           | "Three's a Crowd It Up"  | Joel Zwick         | Jenny Lee                                   | 25. september 2011   | 206             | 2,9                   |
| 24 | 3           | "Shake It Up, Up & Away" | Joel Zwick         | Rob Lotterstein (Del 1) Eileen Conn (Del 2) | 2. oktober 2011      | 201–202         | 3,8                   |
| Note: Afsnittet er et time langt afsnit. Det skulle oprindeligt have været sendt 18. september 2011 som indledning til sæsonen, men afsnittet "Shrink It Up" blev sendt i stedet. |             |                          |                    |                                             |                      |                 |                       |
| 25 | 4           | "Beam It Up"             | Joel Zwick         | David Holden                                | 9. oktober 2011      | 204             | 4,5                   |
| 26 | 5           | "Doctor It Up"           | Joel Zwick         | Jeff Strauss                                | 23. oktober 2011     | 205             | 3,5                   |
| 27 | 6           | "Review It Up"           | Joel Zwick         | David Holden                                | 6. november 2011     | 210             | 3,9                   |
| 28 | 7           | "Double Pegasus It Up"   | Joel Zwick         | David Tolentino                             | 13. november 2011    | 207             | 3,2                   |
| 29 | 8           | "Auction It Up"          | Joel Zwick         | David Tolentino                             | 20. november 2011    | 211             | 3,6                   |
| 30 | 9           | "Camp It Up"             | Joel Zwick         | Eileen Conn                                 | 27. november 2011    | 213             | 3,9                   |
| 31 | 10          | "Jingle It Up"           | Ellen Gittelsohn   | Eileen Conn                                 | 11. december 2011    | 212             | 3,5                   |
| 32 | 11          | "Apply It Up"            | Joel Zwick         | David Holden                                | 8. januar 2012       | 215             | 3,2                   |
| 33 | 12          | "Split It Up"            | Joel Zwick         | Jenn Lloyd & Kevin Bonani                   | 22. januar 2012      | 208             | 2,8                   |
| 34 | 13          | "Copy Kat It Up"         | Joel Zwick         | Rob Lotterstein                             | 19. februar 2012     | 219             | 3,5                   |
| 35 | 14          | "Egg It Up"              | Joel Zwick         | Jenny Lee                                   | 26. februar 2012     | 209             | 2,6                   |
| 36 | 15          | "Judge It Up"            | Ellen Gittelsohn   | Eileen Conn                                 | 11. marts 2012       | 214             | 3,3                   |
| 37 | 16          | "Parent Trap It Up"      | Joel Zwick         | Jeff Strauss                                | 25. marts 2012       | 218             | 3,0                   |
| 38 | 17          | "Weird It Up"            | Alfonso Ribeiro    | David Tolentino                             | 1. april 2012        | 217             | 2,5                   |
| 39 | 18          | "Whodunit Up?"           | Joel Zwick         | Darin Henry                                 | 15. april 2012       | 221             | 3,7                   |
| 40 | 19          | "Tunnel It Up"           | Joel Zwick         | Jenny Lee                                   | 13. maj 2012         | 216             | 3,3                   |
| 41 | 20          | "Protest It Up"          | Joel Zwick         | Cat Davis                                   | 20. maj 2012         | 220             | 3,1                   |
| 42 | 21          | "Wrestle It Up"          | Joel Zwick         | Jenn Lloyd & Kevin Bonani                   | 3. juni 2012         | 222             | 3,2                   |
| 43 | 22          | "Reality Check It Up"    | Joel Zwick         | Jenny Lee                                   | 10. juni 2012        | 226             | 2,9                   |
| 44 | 23          | "Rock and Roll It Up"    | Roger Christiansen | Jenn Lloyd & Kevin Bonani                   | 1. juli 2012         | 225             | 3,7                   |
| 45 | 24          | "Boot It Up"             | Joel Zwick         | Jeff Strauss                                | 15. juli 2012        | 227             | 3,9                   |
| 46 | 25          | "Slumber It Up"          | Roger Christiansen | Jenny Lee                                   | 29. juli 2012        | 223             | 3,1                   |
| 47 | 26          | "Surprise It Up"         | Alfonso Ribeiro    | David Holden & Jeff Strauss                 | 5. august 2012       | 224             | 2,9                   |
| 48 | 27          | "Embarrass It Up"        | Joel Zwick         | Eileen Conn                                 | 12. august 2012      | 228             | 3,8                   |
| 49 | 28          | "Made in Japan"          | Joel Zwick         | Rob Lotterstein                             | 17. august 2012      | 229–231         | 4,5                   |
| Note: Afsnittet er 90 minutter langt. |             |                          |                    |                                             |                      |                 |                       |

### Sæson 3: 2012–13
Den 4. juni 2012 blev det annonceret, at Shake It Up ville blive fornyet til en tredje sæson. Filmingen startede denne sommer. Det kom også frem at Kenton Duty ikke længere ville have en hovedrolle i denne sæson, men vil komme til at lave en speciel gæsteoptræden (ligesom Caroline Sunshine gjorde i sæson 1).
- Denne sæson består af 4 episoder
- Roshon Fegan en episode.
- Caroline Sunshine er fraværende i tre episoder

| Nr. i serie | Nr. i sæson | Titel                      | Instruktør             | Forfatter                       | Oprindelig sendedato | Produktionskode | Seeretal i USA (mio.) |
| --- | ----------- | -------------------------- | ---------------------- | ------------------------------- | -------------------- | --------------- | --------------------- |
| 50 | 1           | "Fire It Up"               | Joel Zwick             | Rob Lotterstein                 | 14. oktober 2012     | 301             | 3,9                   |
| En ildebrænd starter på Shake It Up, Chicago! settet og CeCe tror det er hende der er skyld i det. Gæstestjerner: Anita Barone som Georgia, Brandon Johnson som Gary Wilde og Elektrolytes som dem selv. Sange featured: Calling All the Monsters, Law Of Averages                                                                                          |             |                            |                        |                                 |                      |                 |                       |
| 51 | 2           | "Funk It Up"               | Joel Zwick             | Eileen Conn                     | 28. oktober 2012     | 302             | 3,2                   |
| Efter Shake It Up, Chicago blev brændt ned, ved CeCe ikke hvad hun skal gøre med sig selv. Hun bliver inspireret af en tale på en bar, hvor Rocky har booket dem til at danse - og dagen efter har hun ladt sin indre CeCe ud. Gæstestjerner: Anita Barone som Georgia Featured sange: Getcha' Head In the Game Fraværende: Caroline Sunshine som Tinka     |             |                            |                        |                                 |                      |                 |                       |
| 52 | 3           | "Spirit It Up"             | Joel Zwick             | Darin Henry                     | 4. november 2012     | 303             | 3,2                   |
| CeCe & Rocky beslutter sig for at deltage på skolens Cheerleader-hold. Men der er flere problemer end hvad pigerne havde regnet med. Gæstestjerner: Ainsley Bailey som Dina Featured sange: Anything You Can Do (I Can Do Better) Fraværende: Roshon Fegan som Ty                                                                                           |             |                            |                        |                                 |                      |                 |                       |
| 53 | 4           | "Lock It Up"               | Joel Zwick             | Jenny Lee                       | 11. november 2012    | 304             | 3,1                   |
| CeCe & Rocky hjælper til i et hospital. Der møder CeCe en sød fyr som hun invitere ud, hun ved bare ikke at han faktisk er blind. Gæstestjerner: Ainsley Bailey som Dina, Phil Morris som Dr. Curtis Blue, Chase Austin som Louis Fraværende: Caroline Sunshine som Tinka Featured sange: Contagious Love                                                   |             |                            |                        |                                 |                      |                 |                       |
| 54 | 5           | "Merry Merry It Up"        | Joel Zwick             | Jennifer Glickman               | 2. december 2012     | 306             | 3,9                   |
| CeCe er træt af at hendes mors nye kæreste har valgt juletræet, uden at CeCe og Flynn var med til det. Det ender i at Georgia slår op med ham, så CeCe kan være glad igen. Men det gjorde kun tingene værre. Gæstestjerner: Anita Barone som Georgia, Anthony Starke som Jeremy Featured sange: Shake, Santa, Shake Fraværende: Caroline Sunshine som Tinka |             |                            |                        |                                 |                      |                 |                       |
| 55 | 6           | "Home Alone It Up"         | Joel Zwick             | Jenn Lloyd & Kevin Bonani       | 9. december 2012     | 305             | 3,2                   |
| CeCe efterlade ved et uheld Flynn alene hjemme. |             |                            |                        |                                 |                      |                 |                       |
| 56 | 7           | "Oh Brother It Up"         | Rosario J. Roveto, Jr. | Rob Lotterstein                 | 13. januar 2013      | 307             | 3,3                   |
| 57 | 8           | "Quit It Up"               | Joel Zwick             | Jenny Lee                       | 27. januar 2013      | 308             | 3,4                   |
| 58 | 9           | "Ty It Up"                 | Joel Zwick             | Eileen Conn                     | 17. februar 2013     | 309             | 4,5                   |
| 59 | 10          | "My Fair Librarian It Up"  | Alfonso Ribeiro        | Jennifer Glickman               | 24. februar 2013     | 310             | 3,7                   |
| 60 | 11          | "Clean It Up"              | Joel Zwick             | Darin Henry                     | 10. marts 2013       | 311             | 3,2                   |
| 61 | 12          | "I Do It Up"               | Joel Zwick             | Rob Lotterstein                 | 17. marts 2013       | 312             | 4,5                   |
| 62 | 13          | "Forward and Back It Up"   | Joel Zwick             | Jennifer Glickman & Darin Henry | 24. marts 2013       | 313             | 2,7                   |
| 63 | 14          | "Switch It Up"             | Joel Zwick             | Cat Davis & Eddie Quintana      | 7. april 2013        | 317             | 3,3                   |
| 64 | 15          | "Love and War It Up"       | Joel Zwick             | Jenny Lee                       | 28. april 2013       | 316             | 3,1                   |
| 65 | 16          | "In the Bag It Up"         | Alfonso Ribeiro        | David Tolentino                 | 12. maj 2013         | 314             | 2,6                   |
| 66 | 17          | "Brain It Up"              | Alfonso Ribeiro        | Jenn Lloyd & Kevin Bonani       | 2. juni 2013         | 315             | 3,0                   |
| 67 | 18          | "Opposites Attract It Up"  | Joel Zwick             | Eileen Conn                     | 23. juni 2013        | 318             | 3,4                   |
| 68 | 19          | "Psych It Up"              | Rosario J. Roveto, Jr. | Rob Lotterstein                 | 14. juli 2013        | 319             | 3,4                   |
| 69 | 20          | "Future It Up"             | Joel Zwick             | Eileen Conn                     | 28. juli 2013        | 320             | 3,6                   |
| 70 | 21          | "Oui Oui It Up"            | Alfonso Ribeiro        | Jenny Lee                       | 4. august 2013       | 323             | 3,3                   |
| 71 | 22          | "My Bitter Sweet 16 It Up" | Joel Zwick             | Rob Lotterstein                 | 25. august 2013      | 325             | 3,2                   |
| 72 | 23          | "Stress It Up"             | Joel Zwick             | Darin Henry                     | 15. september 2013   | 322             | 3,3                   |
| 73 | 24          | "Loyal It Up"              | Joel Zwick             | Eileen Conn                     | 29. september 2013   | 324             | 3,0                   |
| 74 | 25          | "Haunt It Up"              | Kimberly McCullough    | Alison Taylor                   | 6. oktober 2013      | 321             | 3,1                   |
| 75 | 26          | "Remember Me"              | Joel Zwick             | Rob Lotterstein                 | 10. november 2013    | 326             | 3,4                   |
| Note: I nogle lange er dette afsnit sendt med titlen "Remember It Up". |             |                            |                        |                                 |                      |                 |                       |